# Museo diocesano (Parma)
Il Museo diocesano di Parma è stato inaugurato nel marzo 2003, al termine di un lungo restauro che ha interessato il Palazzo vescovile, nel cui seminterrato trova oggi spazio l'itinerario espositivo. Si è così data una sistemazione ai reperti archeologici e alle opere d'arte provenienti dalla Cattedrale, dal Battistero e dal territorio diocesano.
Nel corso del restauro per la sistemazione del Vescovado e del Museo sono emersi i resti delle fondazioni di un edificio medievale e un tratto delle mura romane (fine del III secolo d.C.).

## Opere

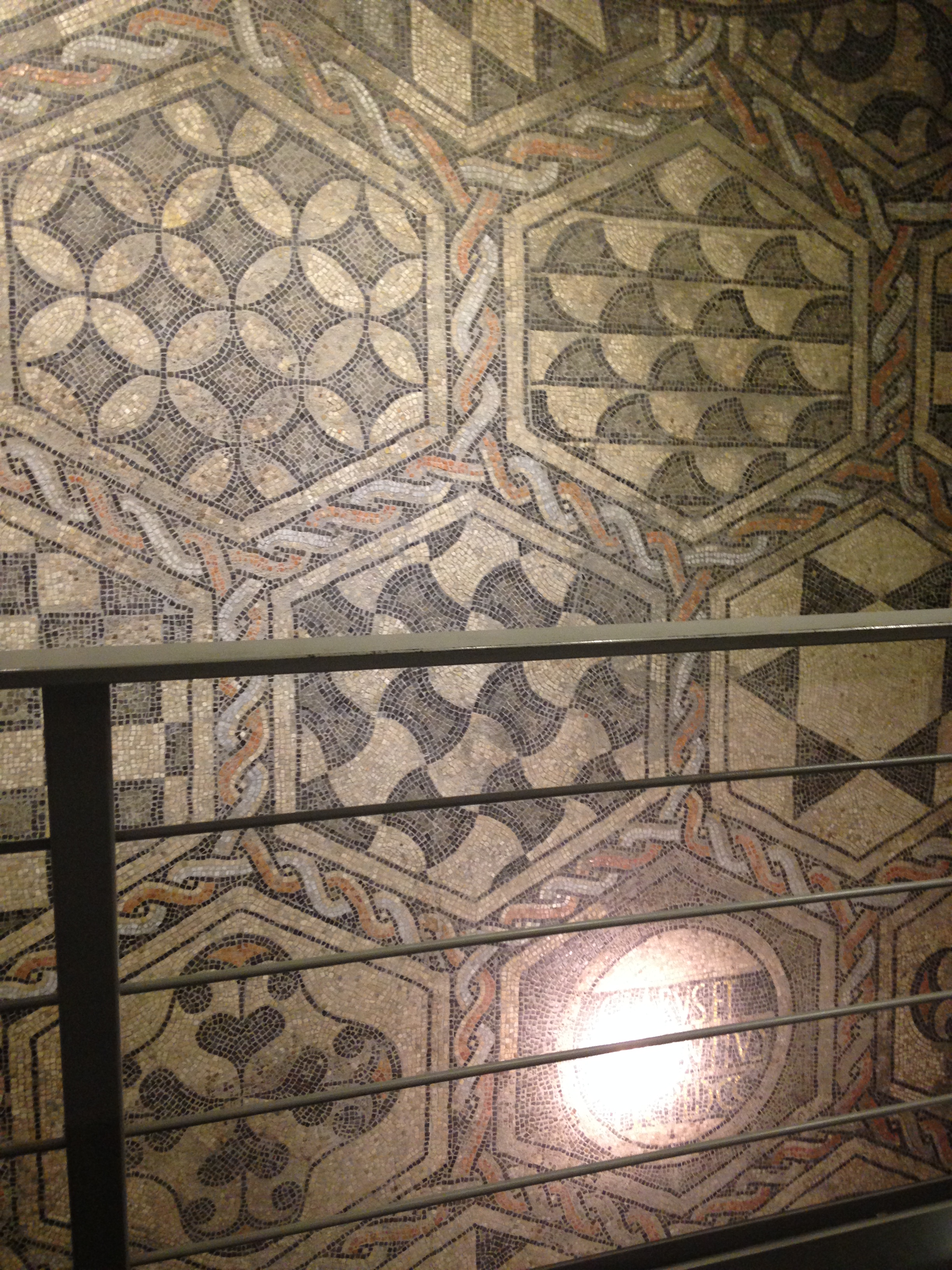
Mosaico paleocristiano recuperato in Piazza Duomo nel 1955.

L'itinerario museale prevede un percorso che segue la storia dei culti religiosi nella città,
a partire dall'epoca romana e proseguendo poi con la sezione altomedievale e medievale. Di particolare pregio ed interesse:
- mosaici romani e paleocristiani (questo mosaico è stato datato approssimativamente al V - VI secolo), rinevenuti nel 1955 in Piazza Duomo;
- frammenti di sarcofago romano (prima metà del III secolo);
- un sarcofago con bassorilievi raffiguranti le Stagioni;
- un'epigrafe (III secolo) che testimonia il sincretismo cultuale entro cui si stava formando il cristianesimo nel territorio parmense;
- una lucerna paleocristiana con il Monogramma di Cristo, proveniente dall'area di Carignano;

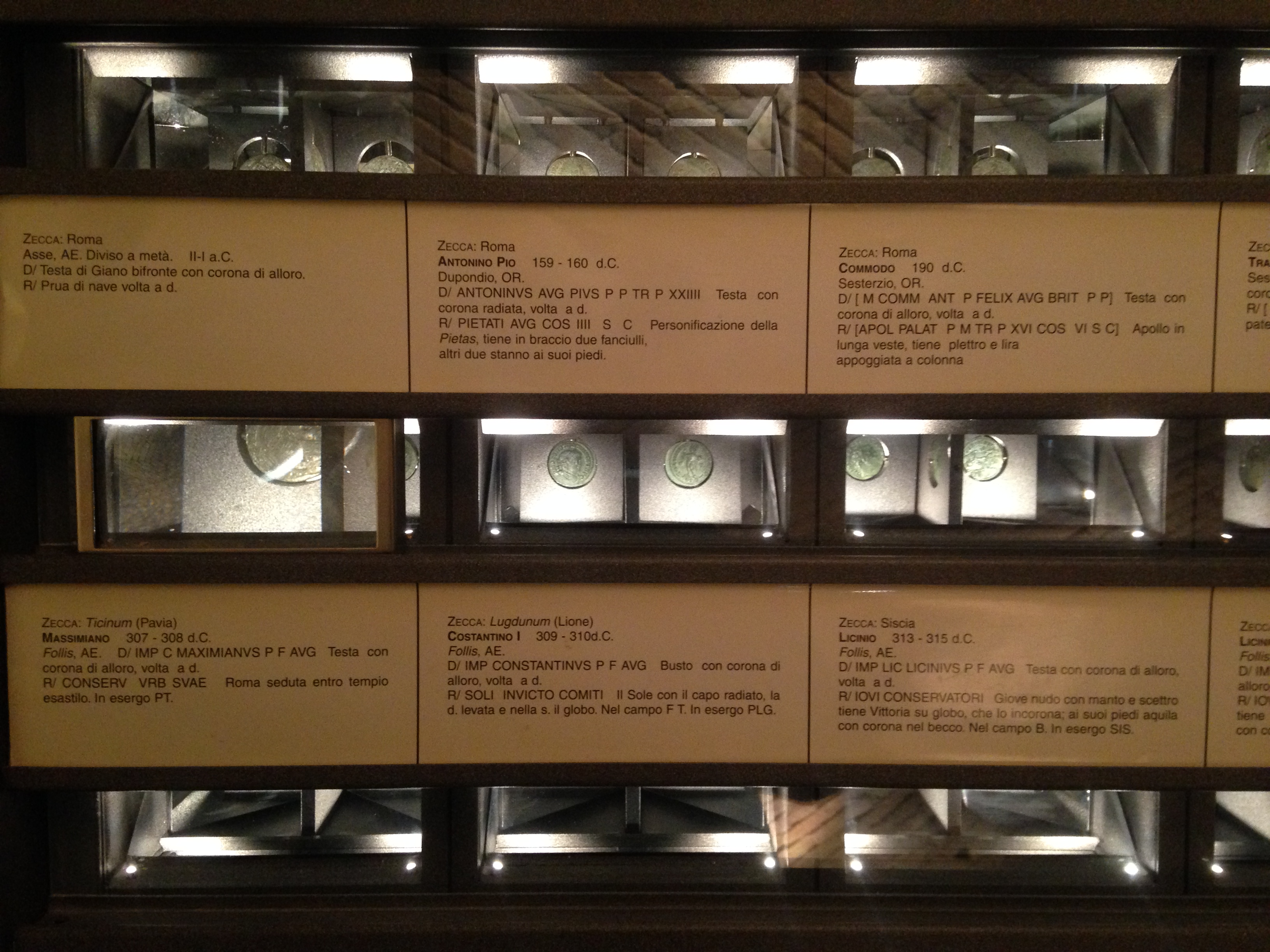
Monete rinvenute durante gli scavi sotto il Duomo di Parma

- alcune monete e stucchi di una domus romana, ubicata sotto la Cattedrale, riemersi durante i lavori di ristrutturazione dell'edificio;
- le lastre di pavimentazione del presbiterio della Cattedrale;
- una lastra raffigurante l'inconsueto tema iconografico di San Martino con un pellegrino;
- sei sculture (fine XII - inizio XIII secolo), di Benedetto Antelami, collocate originariamente nelle nicchie esterne del lato settentrionale del Battistero (oggi sostituite da calchi), che raffigurano: Salomone e la Regina di Saba, il Re David e un profeta (Natan o Abacuc) e gli arcangeli Gabriele e Michele (con quest'ultima statua che probabilmente è stata realizzata riutilizzando parte di una precedente scultura romana);[1]
- quattro leoni stilofori (sui quali cioè poggiano delle colonne), da riferirsi sempre all'Antelami, provenienti da un pulpito originariamente collocato a ridosso della controfacciata della Cattedrale;[2]
- l'angelo, in rame dorato, originariamente collocato sulla cuspide della Cattedrale;
- ceramiche altomedievali ritrovate durante scavi nel cortile del Palazzo Vescovile;
- arazzo con l'Ascensione di Gesù (1530 - 1540), di manifattura belga, appartenente ai Farnese;
- ritratti dei vescovi di Parma.

All'interno vi è una stanza dedicata al nuovo Battistero virtuale, un touchscreen con immagini ad alta definizione per scoprire i segreti del monumento in tutti i suoi dettagli.